# 第3回先進国首脳会議

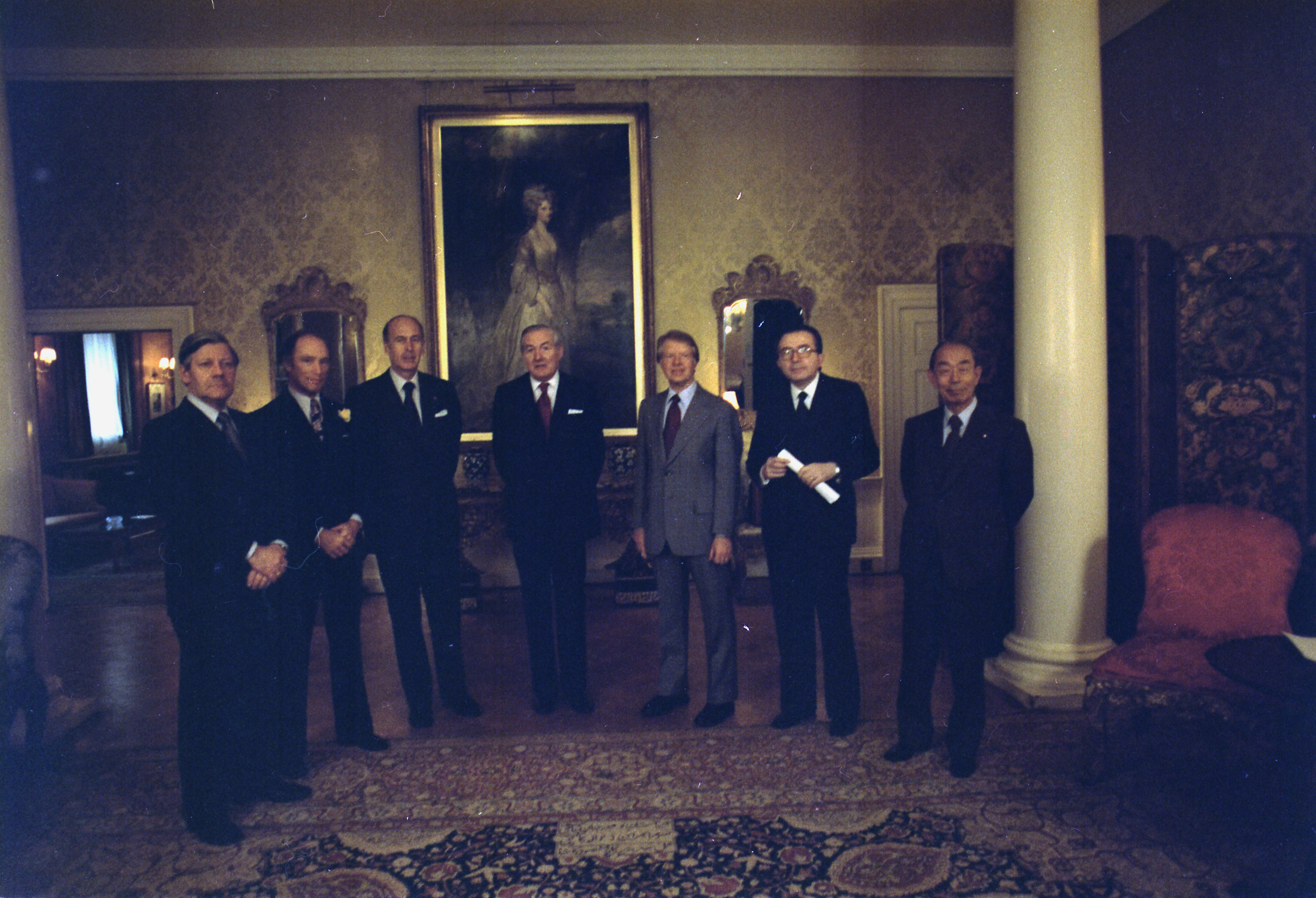
ロンドンサミットに出席した各国首脳（1977年5月8日撮影）

第3回先進国首脳会議（だい3かい せんしんこく しゅのうかいぎ）は1977年5月7日から8日までイギリスのロンドンで開催された先進国首脳会議。通称: ロンドン・サミット。この会議から欧州諸共同体（EC）委員長（このときはロイ・ジェンキンス）が参加した。

## 出席首脳
- ジェームズ・キャラハン（議長・イギリス首相）
- ヴァレリー・ジスカール・デスタン（フランス共和国大統領）
- ジミー・カーター（アメリカ合衆国大統領）
- ヘルムート・シュミット（西ドイツ首相）
- 福田赳夫（日本国首相）
- ピエール・トルドー（カナダ首相）
- ジュリオ・アンドレオッチ（イタリア首相）
- ロイ・ジェンキンス（欧州委員会委員長）

## 首脳肖像

### G7コアメンバー

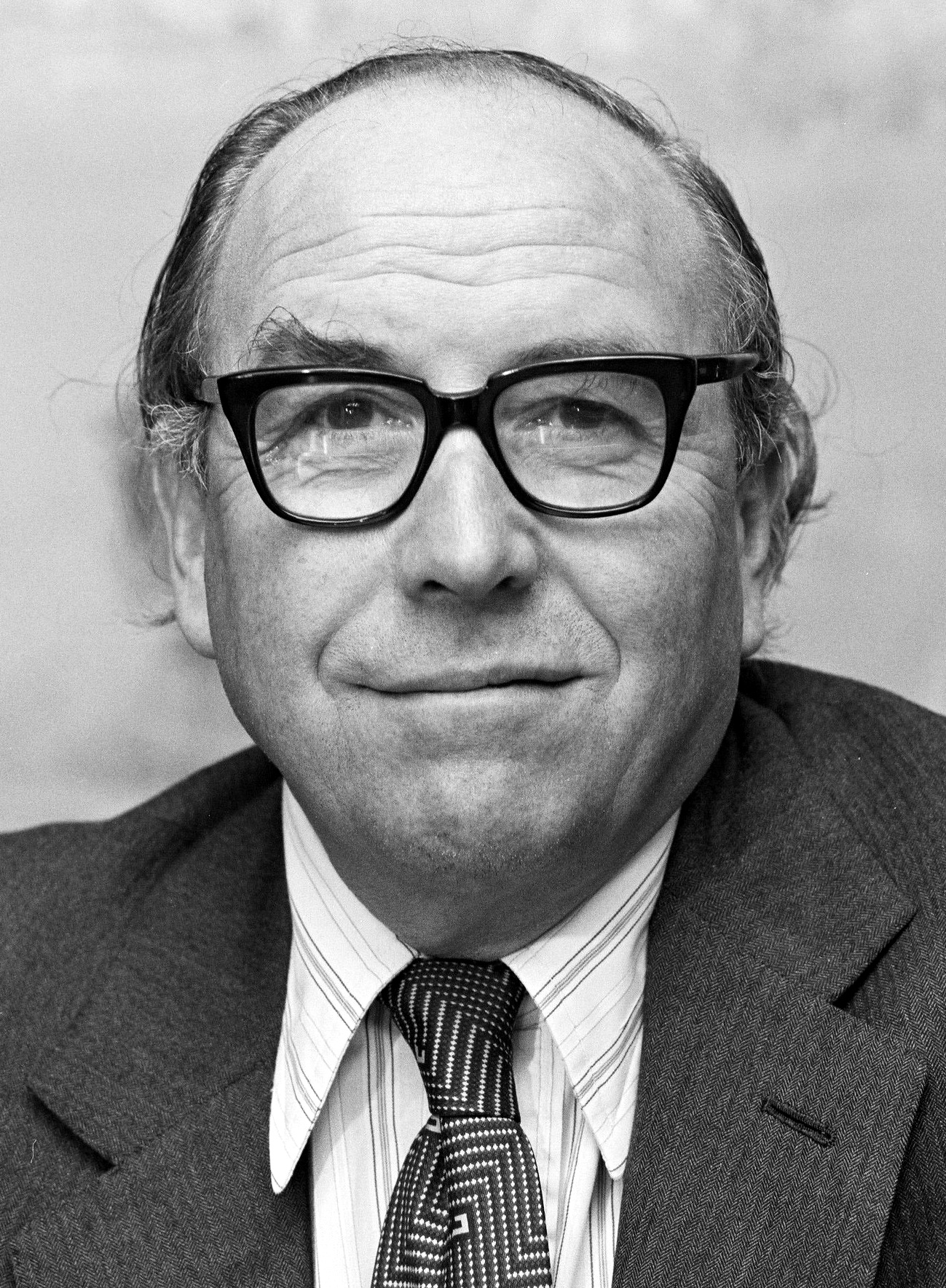
欧州連合 ロイ ジェンキンス, 欧州委員会委員長

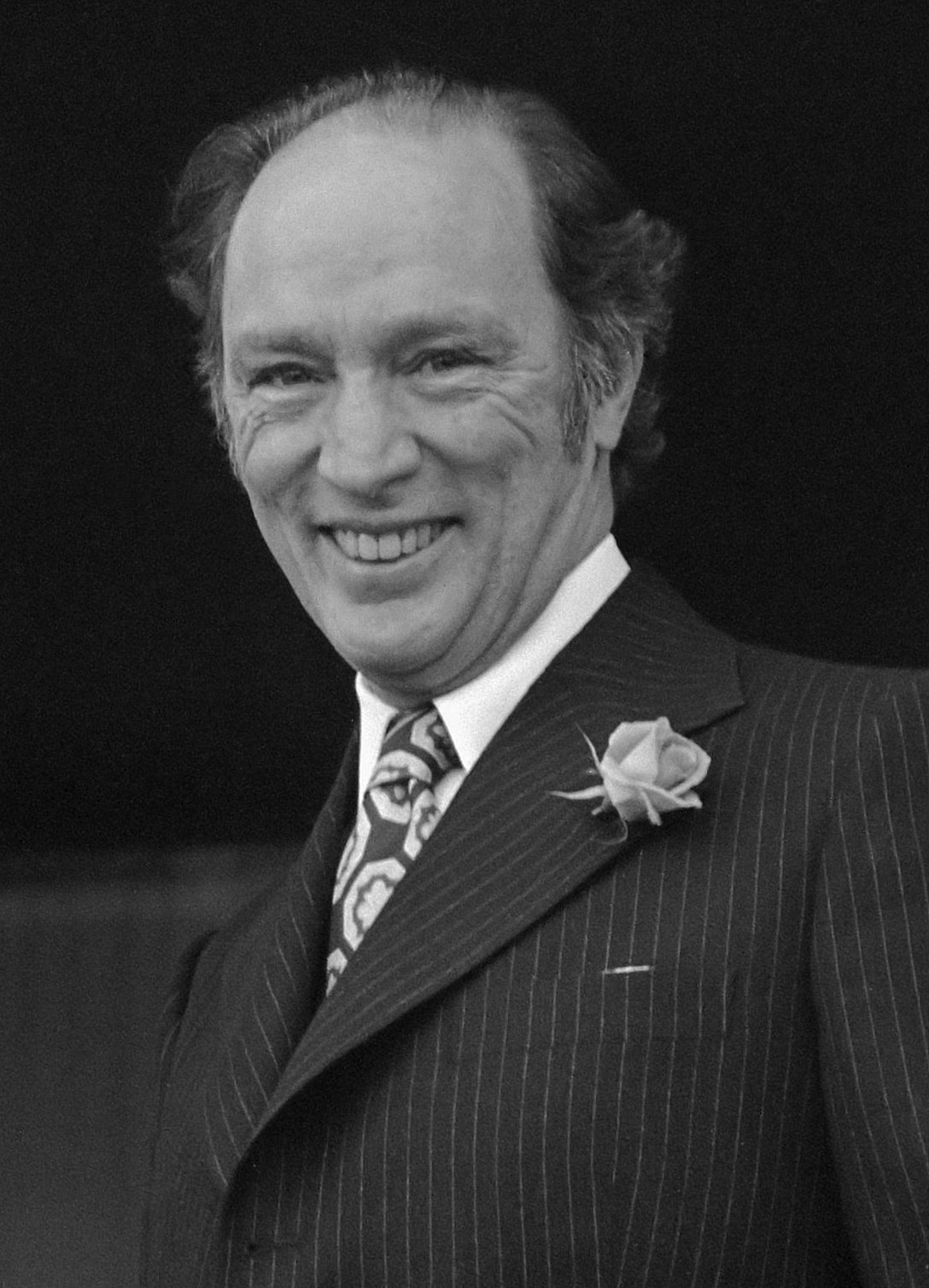
カナダ ピエール トルドー, カナダ首相
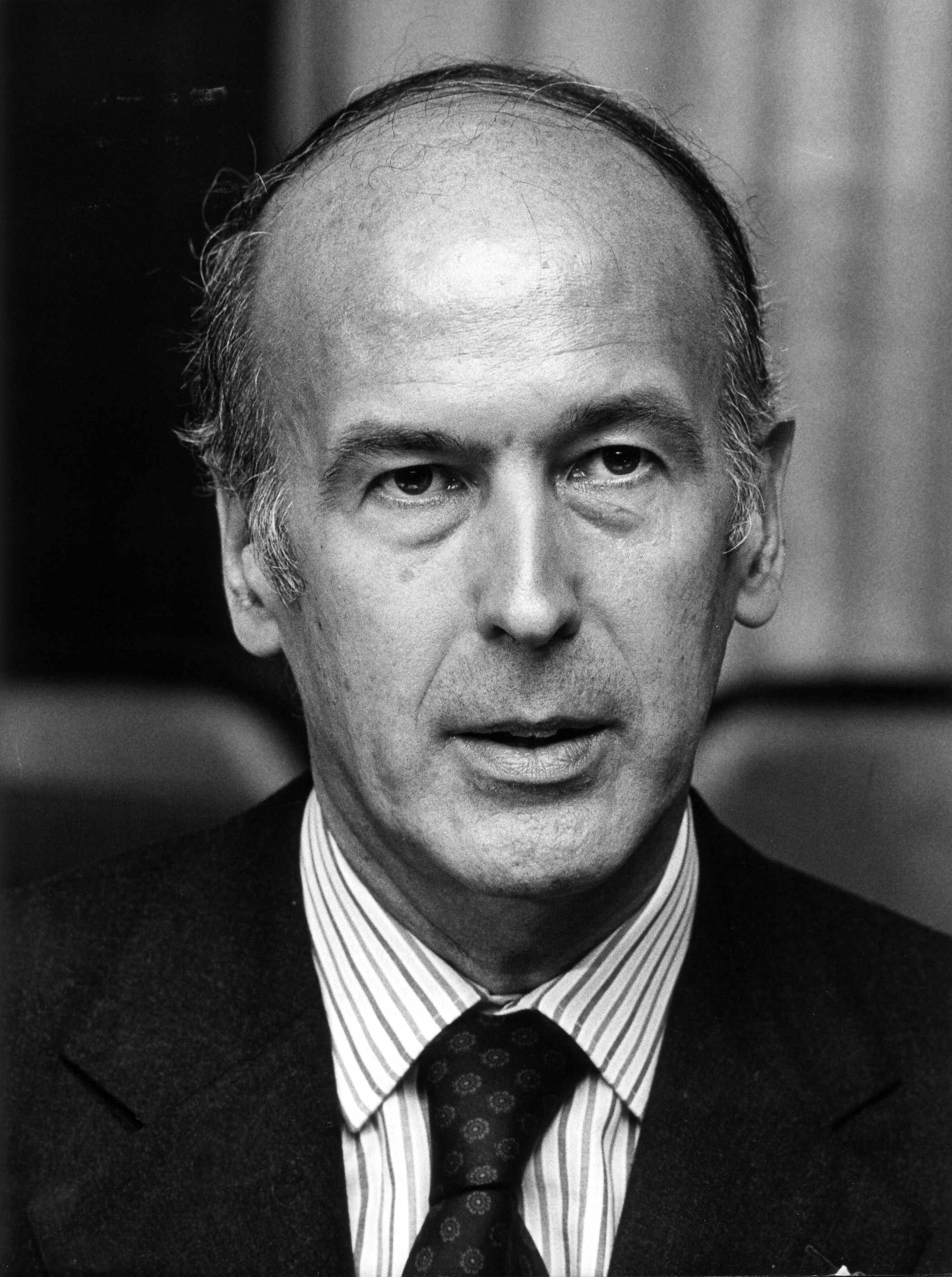
フランス ヴァレリー ジスカール デスタン, フランス大統領
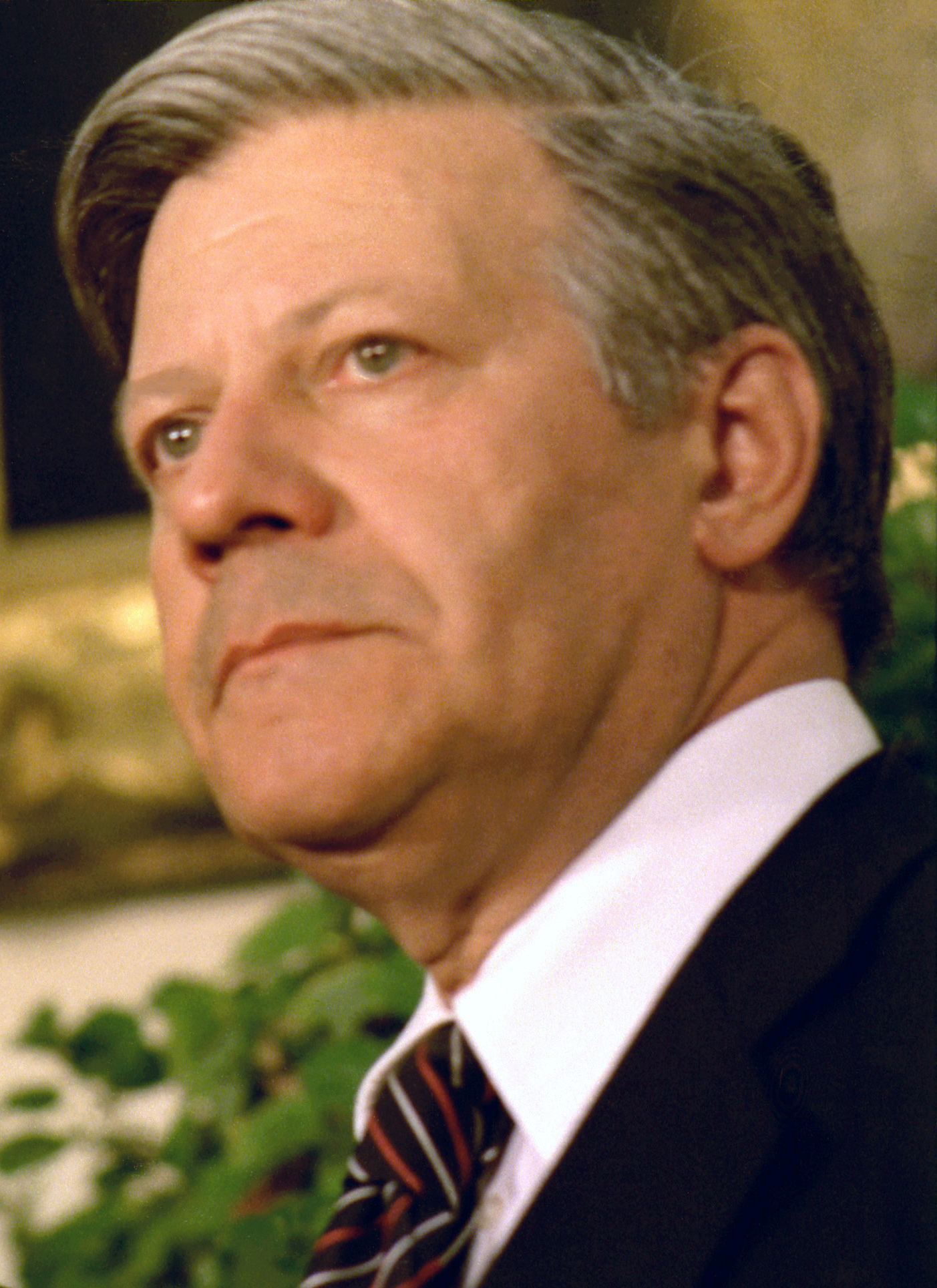
ドイツ ヘイルムート シュミット, ドイツ首相
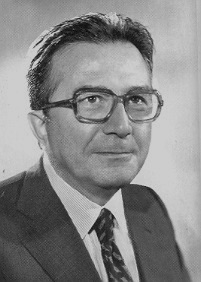
イタリア ジュリオ アンドレオッチ, イタリア首相
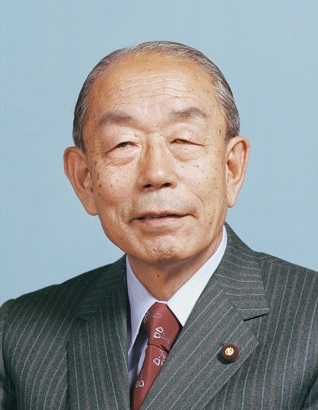
日本国 福田赳夫, 内閣総理大臣
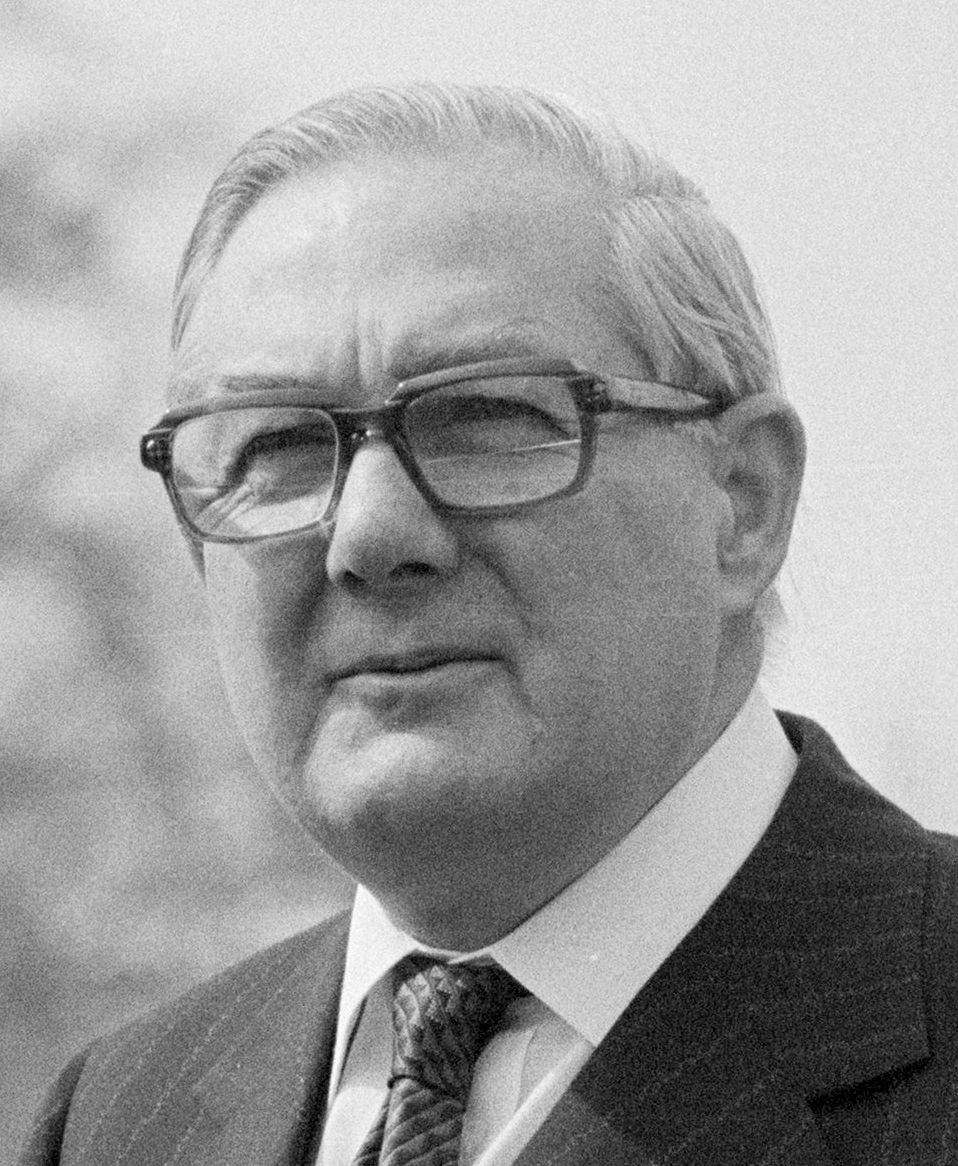
英国 ジェイムズ キャラハン, 英国首相（ホスト）
米国 ジミー カーター, 合衆国大統領

- 欧州連合
ロイ ジェンキンス, 欧州委員会委員長